# Ley de Industria
La ley de industria actualmente vigente con carácter básico en España es la Ley 21/1992, de 16 de julio, de Industria.
La misma tiene por objeto establecer las bases de ordenación del sector industrial, así como los criterios de coordinación entre las Administraciones Públicas.

## Historia
Como antecedente legislativo más destacado, se encuentra la Ley sobre ordenación y defensa de la industria

## Infracciones y sanciones
El Título V de la ley se ocupa de las infracciones y sanciones.
Constituyen infracciones administrativas en las materias reguladas en esta Ley, las acciones u omisiones de los distintos sujetos responsables tipificadas y sancionadas en la misma, sin perjuicio de las responsabilidades civiles, penales o de otro orden que puedan concurrir. No obstante lo anterior, cuando estas conductas constituyan incumplimiento de la normativa de seguridad, higiene y salud laborales, será esta infracción la que será objeto de sanción conforme a lo previsto en dicha normativa.
Las infracciones serán sancionadas:
1. Las infracciones leves con multas de hasta 60.000 euros.
2. Las infracciones graves con multas de hasta 6.000.000 euros.
3. Las infracciones muy graves con multas de hasta 100.000.000 euros.